# Sjoerd Overgoor
Sjoerd Overgoor (Enschede, 6 september 1988) is een Nederlands voetballer die bij voorkeur als middenvelder speelt.

## Clubcarrière
Overgoor kwam via VV DEO en VV Reünie in de jeugdopleiding van FC Twente terecht. Vandaar ging hij naar die van De Graafschap, waarvoor hij op 14 augustus 2009 debuteerde in het eerste elftal, tegen FC Eindhoven. Hij werd dat seizoen direct kampioen in de Eerste divisie met de club.
Overgoor verruilde De Graafschap op 31 januari 2012 voor Go Ahead Eagles, dat hem eerst een half jaar huurde en in de zomer van 2012 definitief overnam. Hiermee promoveerde hij via de play offs 2013 naar de Eredivisie. 
Nadat Go Ahead Eagles in het seizoen 2014/15 degradeerde naar de Eerste divisie, vertrok Overgoor naar SC Cambuur. Daar kreeg hij nummer 8 toegewezen. Overgoor werd na één wedstrijd benoemd tot aanvoerder van SC Cambuur, nadat zijn voorganger Etiënne Reijnen vertrok naar FC Groningen. Hij degradeerde in het seizoen 2015/16 ook met Cambuur uit de Eredivisie. Overgoor daalde zelf opnieuw niet mee af. In plaats daarvan tekende hij in juni 2016 een contract tot medio 2019 bij Szombathelyi Haladás, de nummer vijf van Hongarije in het voorgaande seizoen. Hier werd hij ploeggenoot van onder anderen zijn ook net aangetrokken landgenoot Sjoerd Ars.

## Clubstatistieken
| Seizoen                        | Club                 | Competitie        | Competitie | Competitie | Beker | Beker | Overig | Overig | Totaal | Totaal |
| Seizoen                        | Club                 | Competitie        | Wed.       | Dlp.       | Wed.  | Dlp.  | Wed.   | Dlp.   | Wed.   | Dlp.   |
| ------------------------------ | -------------------- | ----------------- | ---------- | ---------- | ----- | ----- | ------ | ------ | ------ | ------ |
| 2009/10                        | De Graafschap        | Eerste divisie    | 12         | 0          | 0     | 0     | –      | –      | 12     | 0      |
| 2010/11                        | De Graafschap        | Eredivisie        | 18         | 1          | 1     | 1     | –      | –      | 20     | 2      |
| 2011/12                        | De Graafschap        | Eredivisie        | 8          | 0          | 1     | 0     | –      | –      | 9      | 0      |
| 2011/12                        | → Go Ahead Eagles    | Eerste divisie    | 10         | 2          | 0     | 0     | 2      | 0      | 12     | 2      |
| 2012/13                        | Go Ahead Eagles      | Eerste divisie    | 32         | 1          | 3     | 0     | 6      | 0      | 41     | 1      |
| 2013/14                        | Go Ahead Eagles      | Eredivisie        | 34         | 0          | 2     | 0     | –      | –      | 36     | 0      |
| 2014/15                        | Go Ahead Eagles      | Eredivisie        | 31         | 1          | 2     | 0     | 2      | 0      | 33     | 1      |
| 2015/16                        | SC Cambuur           | Eredivisie        | 22         | 2          | 1     | 0     | –      | –      | 23     | 2      |
| 2016/17                        | Szombathelyi Haladás | Nemzeti Bajnokság | 7          | 0          | 3     | 0     | –      | –      | 10     | 0      |
| 2017/18                        | Go Ahead Eagles      | Eerste divisie    | 34         | 0          | 1     | 0     | 0      | 0      | 35     | 0      |
| 2018/19                        | Go Ahead Eagles      | Eerste divisie    | 3          | 0          | 1     | 0     | 0      | 0      | 4      | 0      |
| 2018/19                        | TOP Oss              | Eerste divisie    | 6          | 0          | 0     | 0     | 0      | 0      | 6      | 0      |
| 2019/20                        | TOP Oss              | Eerste divisie    | 10         | 0          | 0     | 0     | 0      | 0      | 10     | 0      |
| 2020/21                        | TOP Oss              | Eerste divisie    | 7          | 0          | 1     | 0     | 0      | 0      | 8      | 0      |
| 2021/22                        | HSC '21              | Derde divisie     | 32         | 0          | 2     | 0     | 1      | 0      | 35     | 0      |
| 2022/23                        | HSC '21              | Derde divisie     | 20         | 1          | 1     | 0     | 0      | 0      | 21     | 1      |
| Carrière totaal                | Carrière totaal      | Carrière totaal   | 286        | 8          | 19    | 1     | 11     | 0      | 316    | 9      |
| Bijgewerkt t/m 18 januari 2025 |                      |                   |            |            |       |       |        |        |        |        |